# Балаян, Арсен Александрович
Арсе́н Алекса́ндрович Балая́н (29 апреля 1972, Ташкент) — советский, узбекистанский и российский футболист, полузащитник. Тренер.

## Биография
В последнем чемпионате СССР провёл одну игру в высшей лиге за ташкентский «Пахтакор» (в «Лужниках» против ЦСКА — 1:3, заменён на 46-й минуте).
После распада Советского Союза перешёл в воронежский «Факел», в составе которого выступал в первом чемпионате России. Также играл за камышинский «Авангард» и «Дон» из Новомосковска.
Работал тренером ДЮСШ новомосковского «Химика». В 2014 году вместе с Романом Титовым возглавил главную команду «Химика», выступавшую в то время в ЛФЛ. Сын, Роман Балаян (род. 1994), также футболист.

## Достижения
- Победитель третьей зоны Третьей лиги: 1995